# Пауло Чавес
Пауло Сесар Чавес Кірарте (ісп. Paulo Cesar Chavez Quirarte, нар. 7 січня 1976, Гвадалахара) — мексиканський футболіст, що грав на позиції півзахисника за низку мексиканських клубних команд та національну збірну Мексики.

## Клубна кар'єра
У дорослому футболі дебютував 1994 року виступами за команду «Гвадалахара», в якій провів шість сезонів, взявши участь у 142 матчах чемпіонату.  Більшість часу, проведеного у складі «Гвадалахари», був основним гравцем команди.
Своєю грою за цю команду привернув увагу представників тренерського штабу клубу «Монтеррей», до складу якого приєднався 2000 року. Відіграв за команду з Монтеррея наступні чотири сезони своєї ігрової кар'єри. Граючи у складі «Монтеррея» також здебільшого виходив на поле в основному складі команди.
Згодом грав за «Толуку» і «Тапатіо», а 2006 року повернувся до «Гвадалахари». У рідній команді цього разу не закріпився і решту 2000-х провів в орендах у складі «Монаркас», «Тапатіо», «Веракрус», «Леона» та «Некакси».
Завершував ігрову кар'єру на початку 2010-х виступами за «Ірапуато» та «Дорадос де Сіналоа» також на правах оренди.

## Виступи за збірну
1997 року дебютував в офіційних матчах у складі національної збірної Мексики.
У складі збірної був учасником двох розіграшів Копа Америка — 1997 року в Болівії та 1999 року в Парагваї, на обох з яких Мексика була запрошеною командою та здобувала бронзові нагороди. 1997 року брав участь у  тогорічному розіграші Кубка конфедерацій.
Загалом протягом кар'єри в національній команді, яка тривала 4 роки, провів у її формі 29 матчів, забивши 2 голи.

## Особисте життя
Його син Матео Чавес також професіональний футболіст і виступає за нідерландський АЗ.